# Ocean Steam Navigation Company

Flagge der OSNC

Die Ocean Steam Navigation Company (Deutsch etwa „Ozeanische Dampfschifffahrtsgesellschaft“), kurz OSNC oder auch Bremen Line genannt, war eine 1847 in New York mit US-amerikanischem und deutschem Kapital gegründete Reederei, die mit dem Raddampfer Washington die erste regelmäßig Dampfschiffverbindung zwischen den Vereinigten Staaten und dem europäischen Festland einrichtete. Sie wurde 1857 aufgelöst und gilt als Wegbereiter des Norddeutschen Lloyd.

## Vorgeschichte

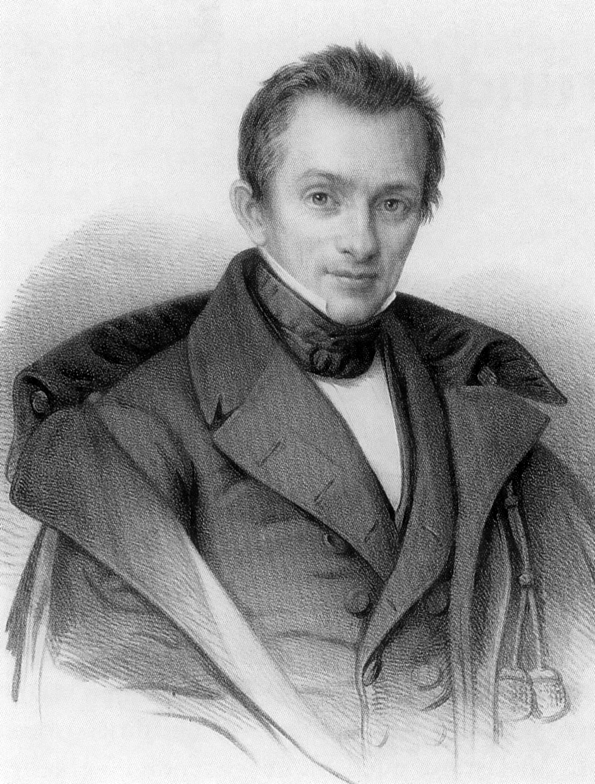
Der Bremer Senator und spätere Reichsminister für Handel und Marine Arnold Duckwitz

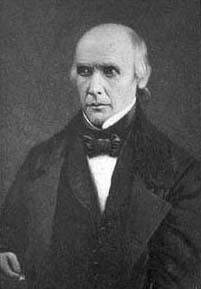
US-Generalpostmeister Cave Johnson

Ab 1840 betrieb die englische Cunard Line die erste transatlantische Dampfschifflinie auf der Route Liverpool–Halifax–Boston (später Liverpool–New York). Der Einsatz von Dampfschiffen ermöglichte eine Verkürzung der Reisezeit zwischen Europa und den USA auf die Hälfte bis ein Drittel gegenüber dem Segelschiff, was vor allem für den Posttransport von großem Interesse war. Die hohen Bau- und Betriebskosten der Dampfschiffe machten den Linienverkehr zu jener Zeit jedoch nur mit Subventionen rentabel.
Um ihre Abhängigkeit von der durch Großbritannien kontrollierten Postbeförderung zu beenden, war den Vereinigten Staaten daran gelegen, das Monopol der Cunard Line zu brechen und so gleichzeitig ihre Stellung im internationalen Seehandel zu stärken sowie eine schnellere Verbindung zum europäischen Festland herzustellen. Politik und Öffentlichkeit in den USA diskutierten in den 1840er Jahren daher lebhaft die Einrichtung einer eigenen Postlinie über den Atlantik und auch in Europa fanden ähnliche Überlegungen statt. So regte der Bremer Kaufmann Carl Keutgen 1841 an, nach dem Vorbild der Cunard Line eine Dampfschifflinie nach New York einzurichten, eine Idee, die der Bremer Senator Arnold Duckwitz 1844 aufgriff, indem er beim Konsul der Vereinigten Staaten in Bremen, Ambrose Dudley Mann, Bremerhaven als möglichen Zielhafen einer US-amerikanischen Postlinie ins Gespräch brachte.
Als Mann 1845 in die USA zurückkehrte, brachte der Bremer Senat seine Pläne in Erinnerung, indem er Mann 155 Flaschen Ratskellerwein hinterher schickte („um den Herren in Washington eine Kostprobe alten deutschen Weines zu geben.“)  Bremen konnte darüber hinaus bereits auf die hervorragenden politischen und wirtschaftlichen Verbindungen bauen, die die Hansestadt mit den Vereinigten Staaten unterhielt, hatte sie doch 1783 – unmittelbar nach dem Amerikanischen Unabhängigkeitskrieg – als einer der ersten Staaten die neugegründeten USA anerkannt. Darüber hinaus war Bremen traditionell stark im Nordamerikahandel aktiv.
1845 fasste die US-Regierung schließlich den Entschluss, eine eigene subventionierte Postlinie nach Europa einzurichten und Generalpostmeister Cave Johnson wurde mit der Ausschreibung des Unternehmens beauftragt. Nach Bekanntgabe dieser Pläne warben neben Bremen einige der bedeutendsten europäischen Häfen wie Le Havre, Antwerpen und Hamburg um die Gunst möglicher Betreiber der Linie. Als Ende des Jahres der bremische Kaufmann Carl Theodor Gevekoht im Auftrag von Bürgermeister Johann Smidt zu Verhandlungen nach Washington geschickt wurde, gelang es ihm, Johnson sowie Staatssekretär James Buchanan (den späteren 15. Präsidenten der USA) für Bremerhaven als Zielhafen der neu zu gründenden Postlinie zu gewinnen. Bald darauf wurden sie sich mit dem US-amerikanischen Unternehmer Edward Mills einig, ein gemeinsames Angebot für die Gründung einer Dampfschifflinie abzugeben. Am 28. Februar 1846 unterzeichnet Generalpostmeister Johnson mit Mills einen Fünfjahresvertrag über den Posttransport von New York nach Bremerhaven, der Subventionen in Höhe von 400.000 US-Dollar für den Einsatz von insgesamt vier Schiffen vorsah, „die denen der Cunard Line nicht nachstehen durften, insbesondere was ihre Geschwindigkeit betraf.“  Nach längeren und teils schwierigen Beratungen wurde der Vertrag mit Mills im Juni 1846 vom US-Repräsentantenhaus und vom US-Senat genehmigt und am 19. Juni von Präsident James Knox Polk ratifiziert.

## Gründung
Das Grundkapital der neuen New Yorker Aktiengesellschaft mit dem Namen Ocean Steam Navigation Company wurde auf 100.000 US-Dollar festlegt, mit der Option, es auf 1.000.000 Dollar zu erhöhen. Der Preis pro Aktie betrug 100 Dollar. Präsident der Reederei wurde Mills, Vizepräsident Edwin A. Oelrichs. Am 7. September 1846 wurde mit der Washington, einem Raddampfer von 75 Metern Länge und 1.800 Tonnen Ladekapazität, das erste Schiff der Linie auf Kiel gelegt.
Das Aufbringen des Kapitals für den Bau und Betrieb der vorgesehenen vier Schiffe gestaltete sich jedoch sehr schwierig, da in den USA der Krieg mit Mexiko (1846–1848) andere Fragen in den Hintergrund drängte und in Deutschland das Aktiengeschäft noch nicht wirklich etabliert war. Als sogar die Gefahr drohte, die Konzession für den Betrieb der Linie an die Konkurrenz aus Antwerpen abgeben zu müssen, schickte der Bremer Senat eine Gesandtschaft mit den Kaufleuten Hermann Henrich Meier und Gustav Kulenkampff zu Verhandlungen nach Berlin. Es gelang dort, die preußische Regierung und in der Folge weitere deutsche Staaten zu überzeugen, Aktien im Gesamtwert von zirka 300.000 Dollar zu erwerben, so dass mit den in den USA gezeichneten Aktien im Verlauf des Jahres 1847 schließlich ein Kapitalstock von knapp 650.000 Dollar zusammenkam. Da es Ausländern zu jener Zeit nicht erlaubt war, US-amerikanische Schiffe zu erwerben, musste das deutsche Geld über Treuhänder (wie deutsch-amerikanische Handelshäuser) in die Gesellschaft investiert werden.

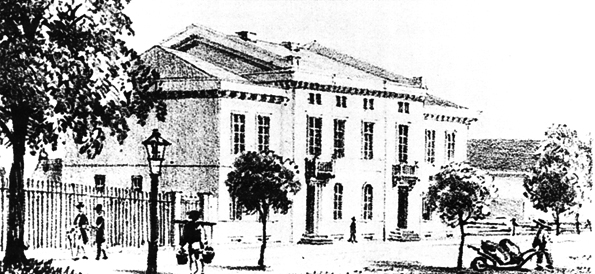
Das 1847 eröffnete Posthaus in Bremerhaven – mit zwei Eingängen: einen für die bremische Post und einen für die hannoversche Post

Parallel zur Gründung der eigentlichen Schifffahrtslinie und durch diese befördert oder gar initiiert, wurden in Bremerhaven und Bremen eine Reihe von Infrastrukturmaßnahmen und Handelsabkommen auf den Weg gebracht. So wurde 1846 ein Abkommen mit Hannover unterzeichnet, dass eine offizielle Postverbindung zwischen Bremen und Bremerhaven herstellte. Bremerhaven erhielt ein eigenes Postamt. Das bereits ein Jahr später am  Alten Hafen eröffnete Posthaus verfügte über zwei Ämter: ein bremisches und ein hannoversches. Ebenfalls 1846 wurde mit Hannover eine Senkung der Transitzölle sowie die Abschaffung des Weserzolls vereinbart. Darüber hinaus gewann die Fertigstellung der Eisenbahnlinie Bremen–Hannover an Bedeutung, die, 1845 begonnen, im Dezember 1847 ihren Betrieb aufnehmen konnte und so die schnelle Anbindung der Stadt an andere deutsche Regionen und angrenzende Länder gewährleistete. Ebenfalls 1847 war die elektrische Telegrafenlinie Bremen–Bremerhaven eingerichtet worden – die erste längere elektrische Telegrafenstrecke innerhalb Europas.
Wegweisend für Bremerhaven sollte jedoch vor allem das Anlegen eines zweiten, größeren Hafenbeckens, des Neuen Hafens, werden, da die Schleuse zum Alten Hafen für die neuen Raddampfer zu klein war. Die 1847 begonnenen Bauarbeiten zogen sich aber bis 1852 hin, so dass die Schiffe der Ocean Steam Navigation Company in Bremerhaven zunächst nur auf Reede Ankern konnten.

## Betrieb

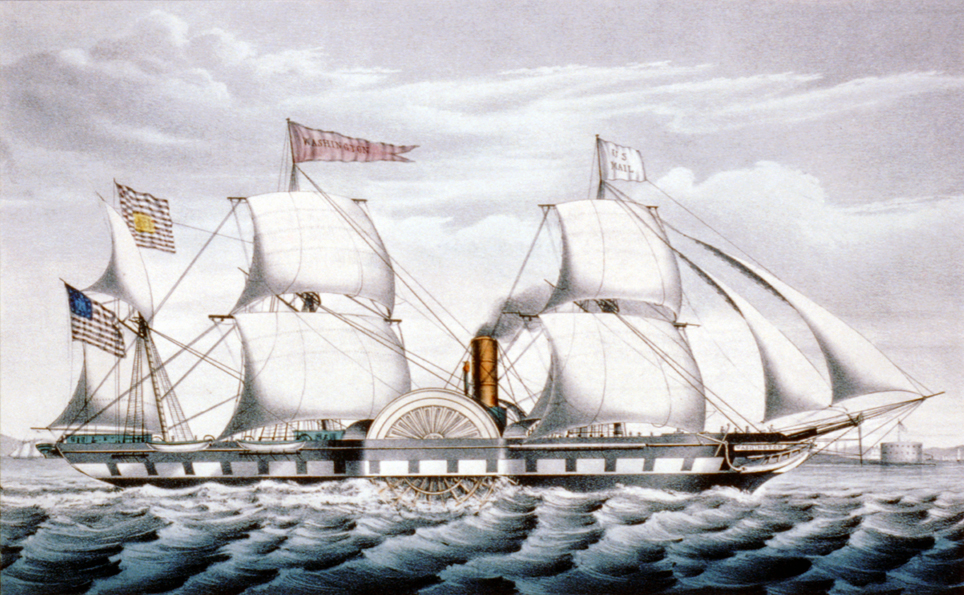
Die Washington 1847 vor New York

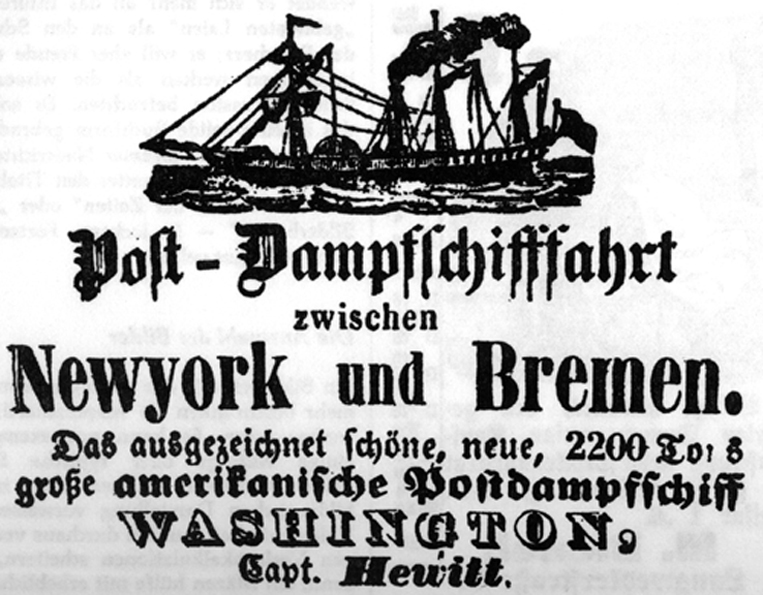
Zeitgenössische Anzeige für die Postlinie der Washington

Am 2. Juni 1847 lief die Washington zu ihrer ersten Fahrt von New York nach Bremerhaven aus. Die auf 14 Tage veranschlagte Reisezeit konnte jedoch bereits bei dieser ersten Strecke auf Grund eines Maschinenschadens nicht eingehalten werden, der einen Reparatur-Zwischenstopp in Southampton, England, erforderlich machte. So lief die Washington am Morgen des 19. Juni in Bremerhaven ein, wo sie mit Salutschüssen im Beisein zahlreicher Schaulustiger von einer Bremerhavener Abordnung begrüßt wurde. Die Ehrengäste, zu denen Edwin A. Oelrichs und Selah R. Hobbie – der Stellvertreter des Generalpostmeisters – gehörten, reisten weiter nach Bremen, wo sie bei einem Festmahl von Bürgermeister Smidt empfangen wurden.
In der Folge wurde Bremen alleinige Postagentur der USA für ganz Deutschland, da es die USA ablehnten, mit 17 Postdirektionen Einzelverhandlungen zu führen. Das Porto für einen Überseebrief betrug 15 Silbergroschen (das entsprach der Hälfte der Kosten für die Beförderung über England) – und war der erste einheitliche Brieftarif im Deutschen Bund. Später wurde auch die US-Post für und aus Österreich, Schweden, Norwegen und Russland über Bremen befördert, was sich in der steil ansteigenden Zahl der beförderten Briefsendung widerspiegelte: wurden 1848 insgesamt 79.637 Briefe von New York nach Bremen transportiert, so waren es 1853 bereits 354.470.
Der anfänglichen Begeisterung und dem steigenden Postaufkommen zum Trotz, hatte die Ocean Steam Navigation Company während ihres Bestehens stetig mit Schwierigkeiten zu kämpfen, so konnten von den ursprünglich geplanten vier Schiffen nur zwei in Betrieb genommen werden – neben der Washington ihr 1848 fertiggestelltes Schwesterschiff Hermann. Das dritte, bereits im Bau befindliche Schiff, die Franklin musste verkauft werden, ein viertes wurde gar nicht erst in Auftrag gegeben. Zu den hohen Betriebskosten durch den überdurchschnittlichen Kohleverbrauch der Schiffe und den technischen Problemen der Washington, die immer wieder zu Reparaturarbeiten ins Trockendock musste, kam 1848 die Februarrevolution, die einen Rückgang von Passagieren und Fracht zur Folge hatte, sowie das Auffinden weiterer Investoren erschwerte.
Erst 1849 konnte die Linie mit ihren zwei Schiffen einen weitestgehend regelmäßigen Betrieb garantieren, allerdings dauerten die Überfahrten im Schnitt 16 bis 18 Tage, statt der angekündigten zwei Wochen. Bald machten zudem zwei weitere neue Linien zwischen New York und Cherbourg und zwischen New York und Le Havre der OSNC Konkurrenz. Mills trat als Präsident der Gesellschaft zurück und der Kurs der OSNC-Aktie sank zwischenzeitlich auf 10 % ihres Nennwertes, so dass in den USA bereits die Liquidation des Unternehmens gefordert wurde. Ab 1853 besserte sich die Lage jedoch wieder – die New York and Havre Steam Navigation Company musste Konkurs anmelden und die Cunard Line ihren Linienbetrieb einschränken, da die britische Regierung ihre Schiffe für Truppentransporte infolge des Krimkriegs heranzog. Bis zum Jahr 1856 konnte die OSNC Gewinne verzeichnen und jährlich 10 % Dividende auszahlen.

## Auflösung

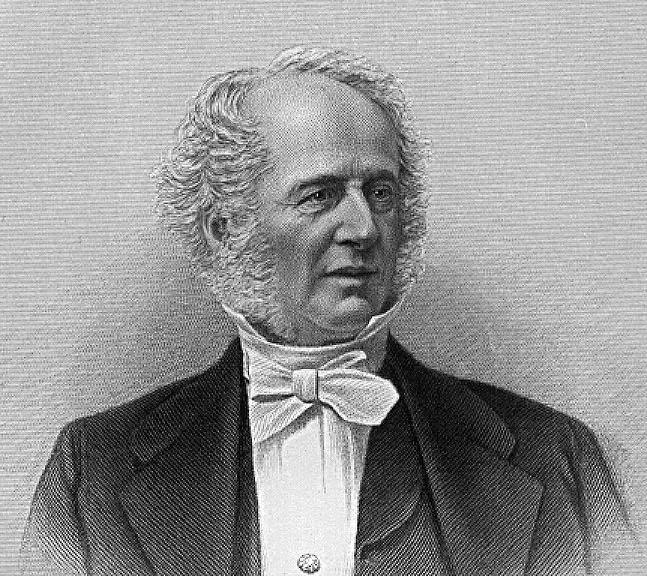
Der „Schiffs- und Eisenbahnkönig“ Cornelius Vanderbilt

Als der US-Kongress den auslaufenden Vertrag mit der OSNC nach zehn Jahren nicht erneut verlängerte, sondern eine neue Ausschreibung ansetzte, wurde die Gesellschaft durch Cornelius Vanderbilt unterboten. Ohne die staatlichen Subventionen war ein wirtschaftlicher Betrieb der Schiffe jedoch nicht möglich, so dass auf einer Generalversammlung am 23. Juli 1857 beschlossen wurde, die Ocean Steam Navigation Company aufzulösen. Die letzte Fahrt der Washington von Bremerhaven nach New York erfolgte am 12. Juli 1857. Da der Verkauf der zwei Schiffe der Gesellschaft nur geringe Einnahmen erzielte, bekamen die beteiligten deutschen Regierungen nur je ein Drittel ihrer investierten Gelder zurück.
Trotz der erheblichen finanziellen Verluste, waren die in Zusammenhang mit der Einrichtung der OSNC geförderten Maßnahmen – wie dem Bau der Eisenbahnlinien zwischen Hannover und Bremen, der Anlage des Neuen Hafens in Bremerhaven, der Aufhebung von Zöllen und Abgaben und der Vereinheitlichung des Postverkehrs – von großem Nutzen für die bremische und gesamtdeutsche Wirtschaft – so zog Arnold Duckwitz später das Fazit:

„Sie [die OSNC] hatte die Bahn gebrochen für ein späteres Unternehmen [den Norddeutschen Lloyd], man hatte von der Ocean Steam Navigation Company gelernt, wie man, um bessere Resultate zu gewinnen, verfahren muß und auch, wie man nicht verfahren müsse. Der Zug der Güter und Personen hatte sich auf Bremen gerichtet, Postverhältnisse waren geordnet, Postverträge, auf diese Dampferlinie berechnet, nach allen Richtungen abgeschlossen, so daß durch dies Unternehmen, auch wenn es wieder unterging, der Grund gelegt worden ist, auf welchem später weiter gebaut werden konnte.“